# Castellfabib
Castellfabib (en castellà i oficialment: Castielfabib, i en la parla xurra, Castiel) és un municipi del País Valencià que es troba a la comarca del Racó. Limita amb Ademús, Torre Baixa i Vallanca (a la mateixa comarca); amb Salvacañete (a la província de Conca, Castella-la Manxa); i amb Tormón, Veguillas de la Sierra, El Cuervo, Tramacastiel i Libros (a la província de Terol, Aragó).

## Geografia
Anomenat afectuosament "el petit Albarrasí", és un petit municipi que es troba dalt d'un tossal, en el marge dret del riu Ebrón. Situat en l'extrem nord-oest del Racó, la superfície del terme és muntanyenca; amb altures compreses entre els 800 i 1.550 m. Les altures més importants són: Muela del Arroyo (1.338 m), Peña de Águila (1.112 m), Peral (.1481 m) i els vèrtexs geodèsics de tercer ordre d'El Cabezo (1.442 m), Macarrón (1.222 m), Umbría de la Muela (1.068 m) i la Creu dels Tres Regnes (1.552 m), conegut així perquè en el seu cim confluïxen els antics regnes d'Aragó, Castella i València.
El riu Túria penetra en el terme pel nord, servint de límit amb Terol. Li afluïx per l'est la rambla de Riodeva, que limita amb Torre Baixa. El riu Ebrón travessa el territori de nord-oest a sud-est, afluint també al Túria; la rambla de la Palomareja corre pel nord i rep el barranc de la Canaleja. El clima és continental; els vents dominants són el cerç i el llevant; sent el vent de l'est el que provoca les pluges a l'abril.

### Nuclis
- Arroyo Cerezo. Nucli rural situat a 18 km a l'oest de la Vila de Castellfabib i a 1.330 m d'altitud, en el qual viuen 33 persones. S'hi accedix seguint la carretera N-420 en direcció a Conca i agafant el desviament que hi ha a uns 10 km del desviament de Castellfabib. Va ser fundat a finals del segle xvi. El "Royo", com és conegut popularment, està compost per tres barris: el de Dalt (de arriba), el de Baix (de abajo) i el del Mig (de en-medio).
- Cuesta del Rato. Es troba a 3 km al nord-est de Castellfabib i a 912 m. d'altitud. Podem arribar-hi seguint la carretera que va des de Castellfabib fins a El Cuervo i desviant-nos a 2 km a la dreta. Trobarem una petita població acarassolada on actualment viuen 54 persones.
- Los Santos. Es troba a 6 km a l'est de Castellfabib i a 784 m d'altitud. S'hi accedix des de l'entroncament de la N-420 amb la N-330 a uns 100 m, seguint direcció a Terol. Es tracta del major nucli del municipi, ja que l'habiten 192 persones.
- Mas de Jacinto. Nucli de població situat a 14 km a l'est de la Vila i a 770 m d'altitud, on viuen 59 persones. S'hi accedix des de l'entroncament de la N-420 amb la N-330 i seguint direcció a Terol, es passa per Torre Baixa i s'hi arriba al cap de 6 km.
- Mas de los Mudos. Nucli de població situat a l'est de la Vila i a 740 m d'altitud. S'hi accedix des de l'entroncament de la N-420 amb la N-330 i seguint direcció a Terol es passa per Torre Baixa i després de recórrer tot just 2 km s'arriba al que és sens dubte el més petit dels nuclis que té el municipi, ja que està habitat per només 8 persones.

## Història
En la Solana del Soreico, existeixen restes de l'edat del bronze, potser d'un poblat de la cultura del Bronze Valencià, sobre el qual es va aixecar, ja en l'edat del ferro, altre establiment ibèric.
Restes romanes apareixen en el Castell de Fabro, a l'oest de la vila. En el Castillejo, en la partida de los Santos, es va trobar en 1971 un fragment de làpida romana que es conserva en el Museu de Prehistòria de València.
El 974 una disposició del califa Al-Hakam II permetia al senyor d'Albarrasí repartir entre els seus fills les fortaleses frontereres que defensaven el seu extens territori, entre elles les de Castellfabib i Al-Dāmūs
La població va ser conquerida en 1210 per Pere II d'Aragó, sent recuperada pels musulmans novament. En ser conquistada definitivament per Jaume el Conqueridor va quedar com lloc de la Corona, cedint-se els delmes al Temple. En 1304, va ser obstinada per Jaume el Just a Gil Roís de Lihori, en garantia d'un préstec. En 1319 en ser dissolta l'Orde del Temple, els seus drets van passar a la de Montesa, que va constituir la baronia de Castellfabib, formada pel territori del Racó. El 1363 fou presa per Pere el Cruel durant la guerra dels Dos Peres durant el Setge de Terol.
En 1390, va haver una disputa entre l'orde de Montesa i el bisbat per la intervenció religiosa en la vila, sent necessària la intervenció del Papa per a solucionar-la. Tenia vot en les Corts Valencianes. Durant la guerra de la Independència va ser ocupat pels francesos.
A partir de la divisió provincial realitzada per Javier de Burgos en 1833, es va dur a més la creació dels partits judicials. Segons el Decret Reial del 21 d'abril 1834, Castielfavit (segons text original) passa a formar part del Partit Judicial d'Alpont, juntament amb els llogarets de Rato ó Cuesta del Rato, Royo Cerezo i Santos amb la capital a Xelva.
Els carlistes van entrar en 1835 i reedificaren el castell, sent demolit novament en ser guanyat per les forces governamentals.

## Demografia
| 1990 | 1992 | 1994 | 1996 | 1998 | 2000 | 2002 | 2004 | 2006 | 2008 | 2010 | 2011 |
| ---- | ---- | ---- | ---- | ---- | ---- | ---- | ---- | ---- | ---- | ---- | ---- |
| 741  | 645  | 645  | 561  | 536  | 519  | 508  | 284  | 256  | 232  | 374  | 342  |

## Economia
Basada tradicionalment en l'agricultura i la ramaderia. En les riberes dels rius hi ha terrens de regadius que produïxen pomes, peres, hortalisses i cereals. En la zona de secà se sembren cereals i també es conrea vinya. El bestiar llanar és el de major importància; li segueixen el porcí i el caprí. Hi ha un gran nombre de ruscs.

## Política i govern

### Composició de la Corporació Municipal
El Ple de l'Ajuntament està format per 7 regidors. En les eleccions municipals de 26 de maig de 2019 foren elegits 5 regidors del Partit Popular (PP) i 2 del Partit Socialista del País Valencià (PSPV-PSOE).
| Eleccions municipals de 26 de maig de 2019 - Castielfabib                                                        |                                          |                                     |                                     |      |          |          |
| Candidatura | Candidatura                              | Candidatura                         | Cap de llista                       | Vots | Vots     | Regidors |
| | Partit Popular                           |                                     | Eduardo Aguilar Villalba            | 129  | 59,45%   | 5 (-1)   |
| | Partit Socialista del País Valencià-PSOE |                                     | Adolfo Lagunas Murciano             | 59   | 27,19%   | 2 (+1)   |
| | Altres candidatures                      |                                     |                                     | 23   | 10,60%   | 0        |
| | Vots en blanc                            |                                     |                                     | 6    | 2,76%    |          |
| Total vots vàlids i regidors                                                                                     | Total vots vàlids i regidors             | Total vots vàlids i regidors        | Total vots vàlids i regidors        | 217  | 100 %    | 7        |
| | Vots nuls                                | Vots nuls                           | Vots nuls                           | 6    | 2,69%    |          |
| Participació (vots vàlids més nuls)                                                                              | Participació (vots vàlids més nuls)      | Participació (vots vàlids més nuls) | Participació (vots vàlids més nuls) | 223  | 84,15%** |          |
| Abstenció | Abstenció                                | Abstenció                           | Abstenció                           | 42*  | 15,85%** |          |
| Total cens electoral                                                                                             | Total cens electoral                     | Total cens electoral                | Total cens electoral                | 265* | 100 %**  |          |
| Alcalde: Eduardo Aguilar Villalba (PP) (15/06/2019) Per majoria absoluta dels vots dels regidors                 |                                          |                                     |                                     |      |          |          |
| Fonts: JEC, JEZ Llíria, Periòdic Ara. (* No són vots sinó electors. ** Percentatge respecte del cens electoral.) |                                          |                                     |                                     |      |          |          |

### Alcaldia
Des de 2011 l'alcalde de Castellfabib és Eduardo Aguilar Villalba del Partit Popular (PP).
| Període                       | Alcalde o alcaldessa                       | Partit polític | Data de possessió | Observacions |
| ----------------------------- | ------------------------------------------ | -------------- | ----------------- | ------------ |
| 1979–1983                     | Emilio Martínez Báguena                    | UCD            | 19/04/1979        | --           |
| 1983–1987                     | Diego Bautista Moya Carmen Vilajeliu Serra | PSPV-PSOE      | 28/05/1983 n/d    | ?? --        |
| 1987–1991                     | Angel Jarque Castro                        | AIC            | 30/06/1987        | --           |
| 1991–1995                     | Emilio Martínez Báguena                    | PP             | 15/06/1991        | --           |
| 1995–1999                     | Vicente Esteban Bueno                      | PP             | 17/06/1995        | --           |
| 1999–2003                     | Vicente Esteban Bueno                      | PP             | 03/07/1999        | --           |
| 2003–2007                     | Vicente Esteban Bueno                      | PP             | 14/06/2003        | --           |
| 2007–2011                     | María Luisa Martínez Calvo                 | PP             | 16/06/2007        | --           |
| 2011–2015                     | Eduardo Aguilar Villalba                   | PP             | 11/06/2011        | --           |
| 2015–2019                     | Eduardo Aguilar Villalba                   | PP             | 13/06/2015        | --           |
| 2019-2023                     | Eduardo Aguilar Villalba                   | PP             | 15/06/2019        | --           |
| Des de 2023                   | Eduardo Aguilar Villalba                   | PP             | 17/06/2023        | --           |
| Fonts: Generalitat Valenciana |                                            |                |                   |              |

## Monuments

### Monuments religiosos

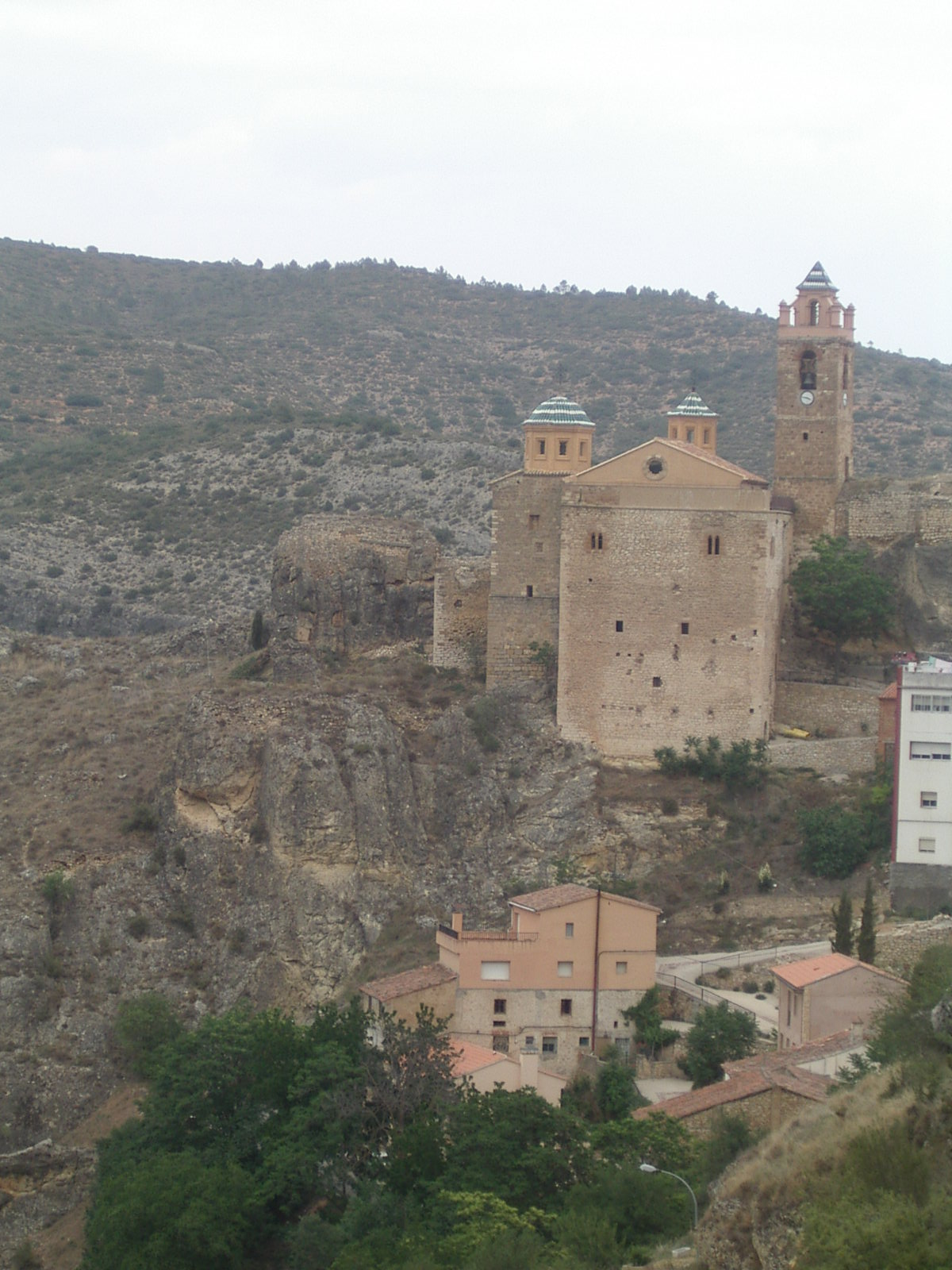
Església fortalesa de Nostra Senyora dels Àngels

- Nostra Senyora dels Àngels de Castellfabib. Església declarada bé d'interés cultural, amb la categoria de monument.[9] S'alça sobre un puig rocós que domina la vall, el poble i la carretera, en una posició de funció estratègica i defensiva. Es va construir cap al segle xii, aprofitant una part del castell àrab que, al seu torn, tenia orígens romans. Després de la construcció inicial, el primitiu nucli medieval de l'edifici ha patit nombroses reformes, modificacions i afegitons, com ara l'estructura d'arcs diafragma amb capelles laterals entre contraforts de voltes de creueria i sostre de fusta, en correspondència amb la tipologia de les denominades esglésies de reconquesta. En el segle xvi se li afegí la sagristia, el campanar i les capelles en el tram dels peus. Entre el segle xviii i principis del XIX es va revestir l'interior dels arcs diafragma per a formar una església de tres naus amb volta de canó, amb llunetes en la nau central, la qual estava decorada, en alguns trams, amb frescs al·lusius al Misteri Eucarístic. En aquella època es va ampliar el presbiteri, que fon cobert amb una cúpula sobre tambor semblant a la situada sobre la capella de la Comunió. Són destacables les mostres de pintura mural gòtica aparegudes després d'iniciar-se les tasques de la reconstrucció.[10]
- Ermita de la Verge de Gràcia de Castellfabib. Antiga capella del convent agustinià, del segle xiv, i d'estil gòtic. Actualment s'utilitza com a ermita del cementeri.
- Convent de Sant Guillem de Castellfabib. Es conserven les ruïnes de l'església de l'antic convent franciscà, fundat a les darreries del segle xvi.
- Església de Sant Joaquím i a Santa Bàrbara. (Arroyo-Cerezo) Edifici d'estil neoclàssic (segle xviii).
- Ermita de Sant Marc. (Los Santos) Edifici del segle xvii, però molt modificat fins al segle xx.
- Ermita de Sant Sebastià. (Mas de Jacinto) Edifici del segle xvii, amb frontó adossat.
- Ermita de Sant Dídac. (Cuesta del Rato) Edifici del segle xviii, amb frontó adossat.

### Monuments civils
- Castell de Castellfabib. Dominen la població les restes d'un castell musulmà de fonaments considerats d'època romana. Varen ser excavades per l'arqueòleg Juan José Barragán.
- Restes de les muralles. Restes de la muralla que envoltava la Vila de Castellfabib i que eren part del castell, amb restes d'algunes torrasses.
- Casa de la Vila. Casa comunal en període de restauració, amb un important cassetonat de fusta en la planta noble. Encara s'hi aprecien els arcs d'una lògia en la planta baixa.
- Jaciments arqueològics:
  - Poblat ibèric de la Villa Vieja (al costat de l'Església-Fortalesa de Castellfabib).
  - Poblat ibèric de la Nava (necròpolis de la Morrita de la Nava).
  - En el paratge de la Torrecilla (a uns 1.500 m d'Arroyo-Cerezo) es troben les restes d'unes edificacions que sembla que són d'origen àrab.

## Llocs d'interés
- Creu dels Tres Regnes i Muela de Arroyo Cerezo. Situat a 1.560 metres d'altitud, és un dels punts més elevats del Racó d'Ademús. Es diu així perquè en eixe punt convergixen els antics regnes de Castella, Aragó i València. Conta la llegenda que aquell era el lloc on, cada cert temps, es reunien els tres reis per a dirimir les seues diferències sense haver d'eixir del propi regne.

## Festes i celebracions
- Fogueres de Sant Antoni. El 16 de gener es cremen les tradicionals fogueres a tots els llogarets de Castellfabib.
- Festes de Sant Sebastià en Mas de Jacinto. Se celebren el 20 de gener en honor del patró del llogaret, amb fogueres i rostits populars.
- Festes de Sant Guillem en la vila. Se celebren el 10 de febrer en honor del patró de la vila, amb ball i rostits populars.
- Setmana Santa i Pasqua en la vila. Són les festes més tradicionals, en les quals destaquen la portada de dos xops (Divendres Sant) que es planten en la plaça (Dissabte Sant), el ball popular del dissabte a la nit, el cant de la "Aurora" als "Mayorales" i "Mayoralesas" en la nit del dissabte i les "Cortesias" del matí de Pasqua amb els "voltejos humans" de campanes.
- Festes de Sant Marc en Los Santos. Se celebren el 25 d'abril en honor del patró del llogaret, amb processó i balls populars.
- Festes d'estiu de Cuesta del Rato. Tenen lloc el primer cap de setmana d'agost i inclouen una revetla.
- Festes patronals de Arroyo-Cerezo. Se celebren del 18 al 20 d'agost en honor de Sant Joaquim, Santa Bàrbara i Sant Roc, amb misses i processons.
- Festes del Turista en la vila. Se celebren el tercer o quart cap de setmana d'agost, amb gran quantitat d'actes lúdics i esportius i revetles.
- Festes de la Verge de Gràcia en la vila. Se celebren el 8 i el 9 de setembre en honor de la patrona de la vila, amb processons, voltejos, rostits i revetles populars.
- Foguera de la Inmaculada Concepció a la vila. El 8 de desembre es fa una foguera amb rostit popular.
- Festa de Santa Llúcia en Los Santos. Se celebra el 13 de desembre en honor de la patrona del llogaret.

## Personalitats destacàdes
- Francesc Novella (Castellfabib, 1581 - València, 1645). Va ser catedràtic de retòrica a la Universitat de València i va escriure alguna obra.[11]
- Mn. Antonio Díaz Tortajada (Castellfabib, 1947). Sacerdot, periodista i escriptor.[12]-[13]

## Associacions Culturals
Des del mes de març de 2011, Castellfabib compta amb una Associació Astronòmica, creada per l'astrònom amateur Carlos García Villalba del "Circolo Astrofili Bergamaschi" (Itàlia), amb l'objectiu de divulgar esta ciència a tots els públics aprofitant les condicions excepcionals amb què compta el cel de la zona.